# رود هيل
رود هيل (بالإنجليزية: Rod Hill)‏ هو لاعب كرة قدم أمريكية أمريكي، ولد في 14 مارس 1959 في ديترويت في الولايات المتحدة.

## وصلات خارجية
- رود هيل على موقع مرجع كرة القدم المحترفة.كوم (الإنجليزية)